# Barisilita
La barisilita és un mineral de la classe dels silicats. Rep el seu nom del grec βαρυζ, pesat, en al·lusió a la seva densitat, i λιθοζ pel seu contingut en SILici.

## Característiques
La barisilita és un silicat de fórmula química Pb₈Mn2+[Si₂O₇]₃. Cristal·litza en el sistema trigonal. La seva duresa a l'escala de Mohs és 3.
Segons la classificació de Nickel-Strunz, la barisilita pertany a «09.BC: Estructures de sorosilicats (dímers), grups Si₂O₇, sense anions no tetraèdrics; cations en coordinació octaèdrica [6] i major coordinació» juntament amb els següents minerals: gittinsita, keiviïta-(Y), keiviïta-(Yb), thortveitita, itrialita-(Y), keldyshita, khibinskita, parakeldyshita, rankinita, edgarbaileyita, kristiansenita i percleveïta-(Ce).

## Formació i jaciments
Va ser descoberta al segle xix a la mina Harstigen, a la localitat de Pajsberg, al districte homònim del municipi de Filipstad, al comtat de Värmland, Suècia. En el mateix país escandinau ha estat trobada també en altres indrets propers així com als comtats de Dalarna i Västmanland. També ha estat descrita a Alemanya, Namíbia i als estats nord-americans de Nevada i Nova Jersey.